# رئيس هيئة الأركان المشتركة (الأردن)
يُعد منصب رئيس هيئة الأركان المشتركة للقوّات المسلّحة الأردنيّة، أو كما سُمي سابقاً القائد العام للقوات المسلّحة أو قائد الجيش، هو أعلى منصب عسكري في المملكة الأردنية الهاشمية، فهو هو قائد القوات المسلحة الأردنية التي تأسست عام 1920. يضطلع شاغله بمسؤولية القيادة الفعلية والتوجيه لجميع تشكيلات ووحدات الجيش العربي الأردني. كما يُعتبر رئيس هيئة الأركان المستشار العسكري الأول للقائد الأعلى للقوات المسلحة ملك البلاد. يُسلّم هذا المنصب بصدور إرادة ملكية من الديوان الملكي الأردني. يشغل المنصب حالياً اللواء الركن يوسف أحمد الحنيطي، الذي عيّن في 24 يوليو 2019.
إن سلطة رئيس هيئة الأركان المشتركة مستمدة من الملك ومسؤولة أمامه، جاعلاً إياه ركيزة أساسية في القيادة الهاشمية. يشمل الجيش العربي كل من القوات البرية الملكية الأردنية، وسلاح الجو الملكي الأردني، والقوة البحرية والزوارق الملكية الأردنية. في عام 2014 عُدِّل الدستور وذلك بإعطاء صلاحية تقضي بتعيين قائد الجيش ومدير المخابرات بيد الملك بعد أن كان في السابق يُنسَّب للملك من قبل وزير الدفاع وبموافقة مجلس الوزراء. وتم هذا التعديل بعد طلب الملك عبد الله الثاني بن الحسين من رئيس الحكومة عبد الله النسور إعادة هيكلة وزارة الدفاع للإشراف على جميع المؤسسات العسكرية التابعة للقوات المسلحة من خدمات لوجستية.

## إنشاء المنصب وتطوره

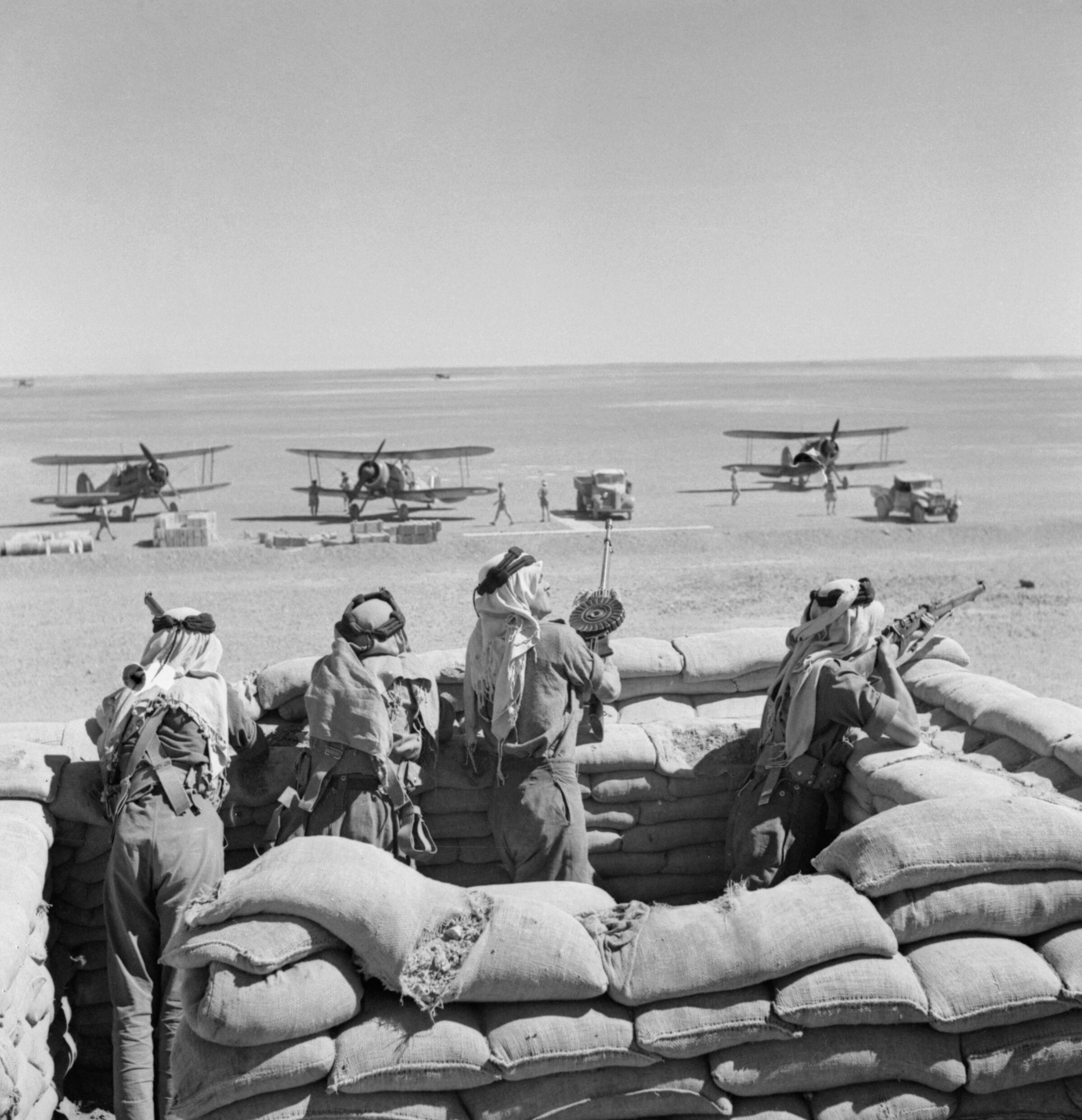
الجيش العربي في العراق خلال الحرب الإنجليزية العراقية سنة 1941

تعود جذور القوات المسلحة الأردنية إلى 22 أكتوبر 1920، عندما تشكلت «القوة السيارة» بقيادة الكابتن البريطاني فريدريك بيك، وكانت تتألف في بدايتها من 150 رجلاً. في الذكرى الثالثة لتأسيسها عام 1923، أعيد تسمية القوة لتصبح «الجيش العربي»، ووصل قوامها آنذاك إلى 1000 رجل. كان أول قائد للجيش العربي هو فريدريك بيك، الذي تولى المنصب في 14 يناير 1923. استمرت القيادة البريطانية للمنصب مع جون باغوت كلوب (غلوب باشا) الذي تولى القيادة في 25 يونيو 1939.

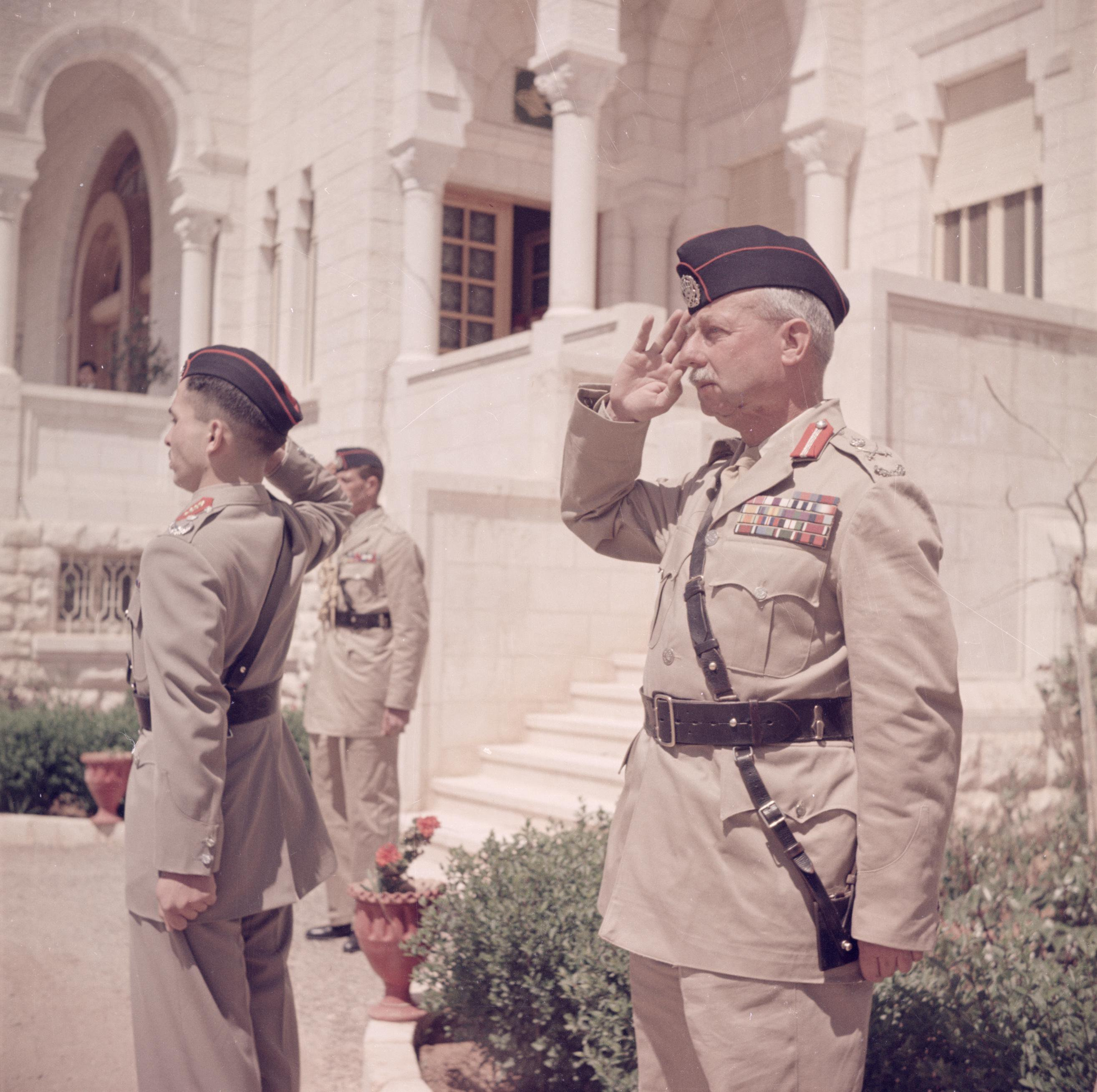
غلوب باشا والملك الحسين في استعراض حرس تابع للجيش العربي في القصر

شهد الأول من مارس عام 1956 قراراً تاريخياً اتخذه الملك الحسين بن طلال، عُرف بـ«تعريب قيادة الجيش العربي». بموجب هذا القرار، أُعفُوا الضباط البريطانيين الكبار من قيادة الجيش، وعلى رأسهم غلوب باشا. أثر هذا القرار بشكل مباشر على هيكلية القيادة. تولى اللواء راضي حسن عناب منصب أول قائد أردني للقوات المسلحة الأردنية في 1 مارس 1956. يُعتبر هذا التاريخ هو تاريخ «تأسيس المنصب» بصيغته الأردنية المستقلة بعد عملية التعريب.
لم يكن «تعريب قيادة الجيش» مجرد تغيير في الأفراد، بل كان تأكيداً جوهرياً للسيادة الوطنية الأردنية وخطوة استراتيجية لتوحيد الأردن مع المشاعر القومية العربية في تلك الفترة. هذا الحدث التاريخي يمثل نقطة تحول حاسمة في تأكيد السيادة الأردنية الكاملة على قواتها المسلحة. وقد أدى هذا القرار السياسي بشكل مباشر إلى إضفاء الطابع المؤسسي على هيكل القيادة العسكرية الوطنية.

## في الدستور الأردني
نظّم الدستور الأردني أحكام الجيش وتعامل معه من خلال تنظيم محكم لقيادته ومهامه. فقد نصّ الدستور بالمادة 32 بأن الملك هو القائد الأعلى للقوات البرية والبحرية والجوية، وذلك تكريساً لحيادية الجيش واستقرار قيادته بتبعيته العليا للملك، بصفته رأس الدولة وضامن صون الدستور، وبيده صلاحية إعلان الحرب وعقد الصلح مع أي دولة. وكرّس قانون القوات المسلحة الأردنية رقم 3 لسنة 2007 هذه الحقيقة الدستورية بنصّه أن الملك هو القائد الأعلى للقوات المسلحة، وهو الذي يأمر باستخدام القوة المسلحة ويعلن الحرب ويقرر وقفها أو إنهائها. وبذلك يكون رئيس وهيئة الأركان هو القائد العام للقوات المسلحة بمختلف تشكيلاتها ووحداتها، وهو الذي يتولى مهمة تنفيذ السياسة العامة والخطط المتعلقة بالقوات المسلحة.

### المهام والصلاحيات
يتمتع رئيس هيئة الأركان المشتركة بصلاحيات واسعة ومهام حيوية في قيادة القوات المسلحة الأردنية، تتضمن:
- القيادة العامة للقوات المسلحة: يكون رئيس هيئة الأركان المشتركة القائد العام للقوات المسلحة بمختلف تشكيلاتها ووحداتها، وهو مسؤول عن ذلك أمام القائد الأعلى (الملك).
- تنفيذ السياسات والخطط: يتولى رئيس هيئة الأركان مهمة تنفيذ السياسة العامة والخطط العسكرية والإدارية والاقتصادية والمالية المتعلقة بالقوات المسلحة. كما يشارك في رسم السياسة العامة للقوات المسلحة ووضع الخطط والبرامج اللازمة لتنفيذها. ويشمل ذلك تحديد احتياجات القوات المسلحة وطرق تلبيتها، ودراسة المتطلبات الدفاعية والأمنية والحالات الطارئة، وتقديم التوصيات المناسبة بشأنها إلى القائد الأعلى. بالإضافة إلى ذلك، يتخذ الإجراءات اللازمة لتطوير عمل القوات المسلحة وقيامها بواجباتها.
- صلاحية إصدار الأوامر والتعليمات: لرئيس هيئة الأركان صلاحية إصدار التعليمات والقرارات والأوامر العسكرية لجميع تشكيلات القوات المسلحة ووحداتها. ويُشير القانون إلى أن الواجبات والمهام في القوات المسلحة تُنفذ بناءً على تعليمات أو أوامر تخضع لقاعدة تسلسل السلطة.
- علاقة المنصب بوزير الدفاع: الوزير (وزير الدفاع) مسؤول عن إدارة القوات المسلحة وتنظيمها وتسيير أعمالها وضبط أنشطتها، ويصدر جميع الأوامر والقرارات المتعلقة بسياسة الدفاع العامة. وللوزير تفويض أي من هذه الصلاحيات لرئيس هيئة الأركان.

تُظهر العلاقة بين وزير الدفاع ورئيس هيئة الأركان المشتركة تقسيمًا دقيقًا للسلطة. فبينما يمتلك الوزير سلطة إدارية وسياسية شاملة في «الإدارة والتنظيم وتسيير الأعمال» و «السياسة الدفاعية العامة»، فإن رئيس هيئة الأركان المشتركة هو القائد العسكري المباشر والمنفذ، المسؤول عن «تنفيذ» الخطط و«إصدار الأوامر». إن قدرة الوزير على تفويض صلاحيات لرئيس هيئة الأركان تشير إلى هيكل مرن، ولكنه هرمي في نهاية المطاف، حيث تتركز السيطرة العملياتية العسكرية لدى رئيس هيئة الأركان المشتركة، بينما تظل الرقابة السياسية لدى الوزير. هذا يختلف عن بعض الأنظمة العسكرية الأخرى، حيث قد يكون رئيس هيئة الأركان مستشارًا في المقام الأول دون سلطة قيادة مباشرة على القوات.

## التنظيم والمساعدون

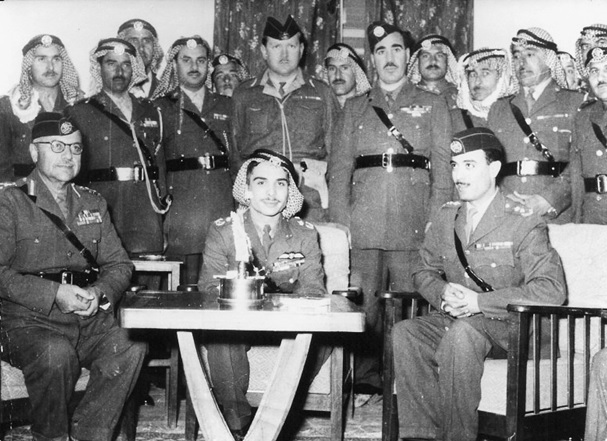
صورة التُقطت عام ١٩٥٦، قبيل تعريب قيادة الجيش الأردني بفترة قليلة، يظهر فيها الجالسون من اليسار إلى اليمين: رئيس أركان الجيش غلوب باشا، والملك الحسين، والمساعد الإداري علي أبو نوار (لاحقاً أصبح رئيس الأركان). خلفهم ضباط أردنيون من الجيش العربي (ضابط بريطاني يقف في منتصف الضباط الأردنيين).

تتكون القوات المسلحة الأردنية من عدة فروع رئيسية تشمل: القوات البرية الملكية الأردنية، والقوات الخاصة، والحرس الملكي، وسلاح الصيانة، وسلاح الجو الملكي الأردني، والقوة البحرية والزوارق الملكية الأردنية. وتضم القوات البرية الملكية الأردنية أربع مناطق رئيسية: المنطقة الشرقية، المنطقة الشمالية، المنطقة الوسطى، والمنطقة الجنوبية. يُشرف رئيس هيئة الأركان المشتركة على هذه التشكيلات والوحدات، وتعاونه في ذلك مجموعة من المساعدين الرئيسيين.
من أبرز المساعدين لرئيس هيئة الأركان المشتركة:
- المساعد للإدارة والقوى البشرية.
- مساعد رئيس هيئة الأركان المشتركة للعمليات والتدريب.

يشير وجود هذه الأدوار المحددة للمساعدين، مثل «العمليات والتدريب» و«الإدارة والقوى البشرية»، إلى تركيز استراتيجي داخل القوات المسلحة الأردنية على كل من الجاهزية العملياتية الفورية والتطوير طويل الأجل للأفراد والدعم اللوجستي. هذا التركيز يعكس نهجاً متوازناً للفعالية العسكرية، حيث يُعطى الأولوية لجوانب «القيام» (العمليات القتالية والتخطيط الاستراتيجي) وجوانب «التمكين» (الإدارة الفعالة للموارد البشرية والتدريب المستمر).

## التعيين والرتبة
يُعين رئيس هيئة الأركان المشتركة بإرادة ملكية بناءً على تنسيب من الوزير. جلالة الملك عبد الله الثاني ابن الحسين هو القائد الأعلى للقوات المسلحة وهو من يعين رئيس الأركان. يُذكر أن منصب رئيس هيئة الأركان المشتركة يشغله عادةً ضابط برتبة فريق أو أعلى. ومع ذلك، فإن الشاغل الحالي للمنصب، يوسف أحمد الحنيطي، يحمل رتبة لواء. يُعتبر الحنيطي أول رئيس أركان يأتي من سلاح الجو الملكي الأردني.
إن شاغل المنصب الحالي برتبة لواء بينما يُذكر أن المنصب يشغله عادةً فريق أو أعلى، فقد يكون هذا مؤشراً على مرونة في سياسة التعيين أو استثناءً يعكس الأهمية الاستراتيجية لتعيين الحنيطي كأول ضابط من سلاح الجو يشغل هذا المنصب. يشير هذا التحول إلى خطوة متعمدة من قبل الملك عبد الله الثاني نحو تحديث وتنويع القيادة العسكرية، وربما إعطاء الأولوية للخبرة المتخصصة (مثل القوة الجوية) على الالتزام الصارم بالتقدم التقليدي في الرتبة للمنصب الأعلى. هذا يعكس قدرة المؤسسة العسكرية الأردنية على التكيف ورؤيتها المستقبلية.  

## قائمة رؤساء الأركان
توضح القائمة التالية رؤساء أركان القوات المسلحة الأردنية (الجيش العربي) وتواريخ خدمتهم، مع التمييز بين قادة الجيش العربي قبل التعريب ورؤساء هيئة الأركان المشتركة بعده:
| رقم | الرتبة والشارة العسكرية | الاسم                   | تاريخ استلام المنصب | تاريخ الإنتهاء من المنصب | المدة              | ملاحظات | صورة |
| --- | ----------------------- | ----------------------- | ------------------- | ------------------------ | ------------------ | --- | ---- |
| 1   | الفريق                  | فردريك بيك              | 14 يناير 1923       | 3 أيار 1953              | 30 سنوات و109 أيام | نال وسام قائد الإمبراطورية البريطانية وشارك في الحرب العالمية الأولى |      |
| 2   | الفريق                  | جون باغوت كلوب          | 25 يونيو 1939       | 1 آذار 1956              | 16 سنوات و250 أيام | بقي في منصب قيادة الجيش العربي الأردني حتى 2 مارس 1956 عندما أعفاه الملك الحسين بن طلال من مهامه، بالتنسيق مع حركة الضباط الأحرار الأردنيين في قراره تعريب قيادة الجيش العربي التاريخي |      |
| 3   | اللواء                  | راضي حسن عناب           | 1 آذار 1956         | 24 أيار 1956             | 84 أيام            | أول قائد أردني للقوات المسلحة الأردنية |      |
| 4   | اللواء                  | علي عبد القادر أبو نوار | 24 أيار 1956        | 14 نيسان 1957            | 325 أيام           | كان مستشار الملك حسين بن طلال للشؤون العسكرية |      |
| 5   | اللواء                  | علي أحمد الحياري        | 18 نيسان 1957       | 20 نيسان 1957            | 2 أيام             | أحد اعضاء حركة الضباط الأحرار |      |
| 6   | المشير                  | حابس المجالي            | 20 نيسان 1957       | 8 أكتوبر 1967            | 10 سنوات و171 أيام | الفترة الأولى من استلامه منصب رئيس أركان القوات المسلحة الأردنية |      |
| 7   | الفريق                  | عامر بسيم الخماش        | 9 أكتوبر 1967       | 27 أكتوبر 1968           | 1 سنة و18 أيام     | نال وسام جوقة الشرف، وهو من عشيرة بدوية يعود اصلها إلى قبيلة الخماميش بغرب شبه الجزيرة العربية                                                                                         |      |
| 8   | الفريق                  | مشهور حديثه الجازي      | 27 أكتوبر 1968      | 30 يونيو 1969            | 246 أيام           | الفترة الأولى من استلامه منصب رئيس أركان القوات المسلحة الأردنية |      |
| 9   | اللواء                  | الشريف ناصر بن جميل     | 30 يونيو 1969       | 11 يونيو 1970            | 346 أيام           | خال الملك الحسين بن طلال وحفيد الشريف ناصر بن علي |      |
| 10  | الفريق                  | مشهور حديثه الجازي      | 11 يونيو 1970       | 15 أيلول 1970            | 96 أيام            | الفترة الثانية من استلامه منصب رئيس أركان القوات المسلحة الأردنية وهو قائد معركة الكرامة                                                                                               |      |
| 11  | المشير                  | حابس المجالي            | 16 أيلول 1970       | 11 يناير 1976            | 5 سنوات و117 أيام  | الفترة الثانية من استلامه منصب رئيس أركان القوات المسلحة الأردنية |      |
| 12  | المشير                  | زيد بن شاكر             | 11 يناير 1976       | 19 ديسمبر 1988           | 12 سنوات و343 أيام | تولى منصب القائد العام للقوات المسلحة لمدة 12 سنة ونال العديد من الجوائز والأوسمة |      |
| 13  | المشير                  | فتحي أبو طالب           | 19 ديسمبر 1988      | 5 نيسان 1993             | 4 سنوات و107 أيام  | |      |
| 14  | المشير                  | عبد الحافظ الكعابنة     | 5 نيسان 1993        | 18 يوليو 1999            | 6 سنوات و104 أيام  | |      |
| 15  | الفريق أول              | محمد يوسف الملكاوي      | 18 يوليو 1999       | 5 آذار 2002              | 2 سنوات و230 أيام  | تسلم قيادة الجيش بعد فترة قليلة من تسلّم الملك عبد الله الثاني الحكم على البلاد |      |
| 16  | الفريق أول              | خالد جميل الصرايرة      | 5 آذار 2002         | 23 شباط 2010             | 7 سنوات و355 أيام  | |      |
| 17  | الفريق أول              | مشعل محمد الزبن         | 23 شباط 2010        | 2 أكتوبر 2016            | 6 سنوات و222 أيام  | |      |
| 18  | الفريق                  | محمود عبد الحليم فريحات | 2 أكتوبر 2016       | 24 تموز 2019             | 2 سنوات و295 أيام  | |      |
| 19  | اللواء                  | يوسف أحمد الحنيطي       | 24 تموز 2019        | حتى الآن                 | 5 سنوات و320 أيام  | |      |

## روابط الخارجية
- الموقع الرسمي للقوات المسلحة الأردنية